# إسحاق مارستون
إسحاق مارستون هو قاضي وسياسي أمريكي، ولد في 2 يناير 1839، وتوفي في 31 أكتوبر 1891. انتخب عضو مجلس نواب ميشيغان ‏.